# Brasiliana
Niektóre z zamieszczonych tu informacji wymagają weryfikacji.
Dokładniejsze informacje o tym, co należy poprawić, być może znajdują się w dyskusji tego artykułu.
 Po wyeliminowaniu niedoskonałości należy usunąć szablon {{Dopracować}} z tego artykułu.
Brasiliana – system gry w piłkę nożną, w którym w linii obrony gra czterech zawodników, pomocy – dwóch, a ataku – czterech, czyli 4-2-4. Mimo iż narodził się na początku lat 50. w Paragwaju, najpełniejsze zastosowanie znalazł w wykonaniu reprezentacji Brazylii podczas mundialu 1958, na którym „Canarinhos” zdobyli tytuł mistrza świata.

## Początki
Do początku lat 50. większość zespołów europejskich i północnoamerykańskich grało wymyślonym przed wojną przez menedżera Arsenalu Londyn Herberta Chapmana systemem WM. O różnicach między WM a brasilianą pisał prof. Jerzy Talaga:
Przy porównaniu ustawienia graczy w systemie WM i systemie 1-4-2-4 widać wyraźnie, że w systemie brazylijskim zniknęli zupełnie łącznicy. Zamiast czterech linii (obrona – pomoc – łącznicy – trójka napadu) powstały trzy linie (obrona – pomocnicy – napastnicy). W związku ze zmianą rozmieszczenia poszczególnych linii zmieniły się ich funkcje, obowiązki i wzajemny związek graczy.
Za twórcę brasiliany uważa się Paragwajczyka Manuela Fleitasa Solicha, który z drużyną narodową swojego kraju zdobył w roku 1953 mistrzostwo Ameryki Południowej. Inne opracowania podają, że pierwsza systemem 4-2-4 zaczęła grać, prowadzona przez Gusztáva Sebesa, reprezentacja Węgier.
W 1956 roku do Europy na towarzyski mecz z Anglią przyjechała Brazylia. Mimo iż na Wembley przegrała 2:4, to od tej pory zaczęła występować w ustawieniu 4-2-4. Dwa lata później na mundialu 1958 selekcjoner „Canarinhos” Vicente Feola, wielki orędownik nowego systemu gry, poprowadził Brazylijczyków do zwycięstwa w turnieju, a 4-2-4 nazwane zostało brasilianą.

## Reprezentacja Brazylii na mundialu 1958
Ryszard Koncewicz pisał o grze „Canarinhos” w czasie mundialu 1958:
Brazylijczycy atakowali bardzo często w szóstkę, zadając kłam tym wszystkim, którzy w systemie 4-2-4 widzieli kolejne wzmocnienie defensywy i nowy system-beton. (...) Dzięki doskonałej sprawności, dużej szybkości graczy, dobrej kondycji stać ich było na organizowanie akcji obronnych, zapewniających równowagę sił w obronie lub nawet przewyższającej liczbowo przeciwnika. Po prostu do akcji dołączali bardzo szybko pomocnicy i skrzydłowi, tworząc bardzo silny blok.
Centralną postacią w drużynie był trzydziestoletni rozgrywający Didi, który słynął z dalekich podań i skutecznego wykonywania rzutów wolnych. Od niego rozpoczynało się większość akcji ofensywnych zespołu.
Dwaj dawni łącznicy – siedemnastoletni Pelé i siedem lat starszy Vavá – w nowym systemie stali się środkowymi napastnikami. Wspólnie na mistrzostwach strzelili jedenaście goli (Pelé – sześć, Vavá – pięć). Szwedzki mundial był pierwszym turniejem, na którym pokazał się młody Pelé, jednak początkowo był tylko rezerwowym, podobnie jak i inna indywidualność z tamtej drużyny Garrincha. W pierwszych dwóch meczach na ich pozycjach grali Joel i José Altafini. Po bezbramkowym remisie z Anglią selekcjoner Feola dokonał odważnej roszady, co – jak się okazało – stało się kluczem do złota. Pelé w ćwierćfinałowym spotkaniu z Walią strzelił zwycięskiego gola (1:0), w półfinale skompletował hat trick (5:2 z Francją), a w finale trafił dwa razy (5:2 ze Szwecją). Do tej pory jest najmłodszym piłkarzem, który zdobył tytuł mistrza świata.
Lewoskrzydłowy Mário Zagallo (25 lat) był specjalistą od tzw. „czarnej roboty”; jego zadaniem było ciągłe przemieszczanie się między liniami defensywy i napadu, i wspomaganie, w przypadku kontry przeciwnika, obrońców, w przypadku ataku na bramkę rywala, napastników. Na prawej stronie występował Garrincha (23), jeden z największych piłkarzy w historii futbolu. Krzysztof Guzowski pisał o nim:
Jego wyjątkowość polegała na tym, że wszystko robił inaczej, niż nakazywały podręczniki do nauki futbolu. Gdy miał piłkę u nogi, nie spieszył się, bo co to za przyjemność wyprzedzić rywala w biegu. Trzeba go było oszukać, okiwać, puścić mu piłkę między nogami. Nie po to, aby go ośmieszyć, tylko dlatego, że tak nakazywał instynkt.
Liderami defensywy byli boczni obrońcy – Djalma Santos (29) i najstarszy w drużynie Nílton Santos (31), jeden z najlepszych lewych defensorów, jacy kiedykolwiek występowali w reprezentacji „Canarinhos”. W zespole wyróżniał się także, co dla Brazylii nigdy nie było typowe, bramkarz Gilmar; przez 368 minut gry nie przepuścił gola.
Cztery lata później, na mundialu 1962, system gry Brazylii został zmodyfikowany na 4-3-3, z Zagallo przesuniętym do drugiej linii. Powód zmiany był jednak prozaiczny. W 1962 roku lewy obrońca Nílton Santos miał już trzydzieści pięć lat (był najstarszym uczestnikiem tego turnieju) i młodszy o sześć lat Zagallo musiał się cofać, by pomagać wolniejszemu i mniej sprawnemu koledze.

## Ciekawostki
- Systemem 4-2-4 grali na początku lat 50. także piłkarze Legii Warszawa, których trenerem był Węgier János Steiner.